# Coenogoniaceae
Coenogoniaceae is een botanische naam voor een monotypische familie van korstmossen behorend tot de orde Ostropales. Het bevat alleen het geslacht  Coenogonium.